# لخمة قنفذية
اللخمة القنفذية (باللاتينية: Platyrhinidae) هي فصيلة للشفنينيات تتبع رتبة اللخمة البهشية، وتعرف بالقنفذية لأن صفوف ظهرها مكونة من أشواك كبيرة. وهي تشبه قيثارات البحر في الشكل، ولكنها فالحقيقة أقرب لأسماك الرقيطة.

## الأجناس
- Genus Platyrhina J. P. Müller & Henle, 1838
  - Platyrhina hyugaensis Iwatsuki, Miyamoto & Nakaya, 2011 (Hyuga fanray)
  - Platyrhina sinensis Bloch & J. G. Schneider, 1801 (fanray)
  - Platyrhina tangi Iwatsuki, J. Zhang & Nakaya, 2011 (yellow-spotted fanray)
- Genus Platyrhinoidis Garman 1881
  - Platyrhinoidis triseriata D. S. Jordan & Gilbert, 1880 (thornback guitarfish)